# Charles Spence
Charles Spence (18 giugno 1969) è uno psicologo britannico.
È uno psicologo sperimentale e professore presso l'Università di Oxford ed è il capo del gruppo della Ricerca Cross-modale che è specializzato nella ricerca circa l'integrazione delle informazioni attraverso differenti modalità sensoriali. Inoltre insegna psicologia sperimentale al Sommerville College. Egli è consulente per un certo numero di multinazionali riguardo a vari aspetti del design multisensoriale, ed ha pubblicato più di 600 articoli scientifici su riviste internazionali ed ha ricevuto diversi premi per le sue ricerche:
- Experimental Psychology Society Prize[4];
- Cognitive Section Award dalla British Psychology Society[5];
- Paul Bertelson Award 2003 [6];
- Friedrich Wilhelm Bessel Research Award dalla Fondazione Alexander von Humboldt[4];
- Premio Ig Nobel nel 2008[7].

## Opere
Oltre ai numerosi articoli riguardanti l'influenza cross-modale dei vari sensi sulla percezione del cibo, Charles Spence ha partecipato alla pubblicazione di alcuni libri, sempre in ambito accademico.
- Crossmodal Space and Crossmodal Attention, Jon Driver, Oxford University Press, 2004, ISBN 978-0-19-852486-1.
- Multisensory Development, Andrew J BremnerDavid, J. Lewkowicz, Oxford University Press, 2012, ISBN 978-0-19-958605-9.
- In touch with the future: The sense of touch from cognitive neuroscience to virtual reality., Alberto Gallace, Oxford University Press, 2014, ISBN 978-0-19-964446-9.
- The Perfect Meal: The Multisensory Science of Food and Dining., Betina Piqueras-Fiszman, Wiley-Blackwell, 2014, ISBN 978-1-118-49082-2.
- Multisensory Flavor Perception., Betina Piqueras-Fiszman, Woodhead Publishing, 2016, ISBN 978-0-08-100350-3.